# 千田貞雄
千田 貞雄（せんだ さだお、1887年（明治20年）3月17日 - 1979年（昭和54年）8月2日）は、大日本帝国陸軍軍人。最終階級は陸軍中将。功四級。

## 経歴
1887年（明治20年）に熊本県で生まれた。陸軍士官学校第21期卒業。1934年（昭和9年）3月に陸軍歩兵学校教官に就任し、1936年（昭和11年）8月に陸軍歩兵大佐に進級した。1936年（昭和12年）8月に独立歩兵第11連隊長に転じ、盧溝橋事件発生後に関東軍より増援部隊として動員され、支那駐屯軍・独立混成第11旅団隷下に編入された。
1939年（昭和14年）3月9日に陸軍少将に進級し、熊本陸軍教導学校長に着任。1940年（昭和15年）8月に第8国境守備隊長（関東軍）に転じ、海拉爾に駐屯した。1943年（昭和18年）6月10日に陸軍中将に進級し待命、6月30日に予備役に編入された。1945年（昭和20年）4月8日に召集され、第16方面軍司令部附となり、5月19日に独立混成第109旅団長（第2総軍・第16方面軍・第57軍）に就任し、種子島の守備に任じた。

## 栄典
勲章等
- 1941年（昭和16年）11月11日  - 勲二等瑞宝章[6]